# Sam
Sam ili Samos (grčki: Σάμος), grčki je otok u sjevernom Egejskom moru. Nalazi se oko 1,6 km zapadno od turske obale.

## Zemljopisni podatci
Površine je 478 četvornih km. Dug je oko 27 km, a širok 13 km.
Zbog vlastitih izvora vode i bogatog vulkanskog tla, vrlo je plodan. Velik dio otoka prekriven je vinogradima. Ima 33 814 stanovnika, a najveći (a ujedno i glavni) grad otoka je Samos. Ostala važnija mjesta su Karlovassi i Pythagorion.
Sam je izrazito brdski otok. Najveća planina je masiv Ampelos, a najviši vrh je Kerkis (1433 m). Klima je tipično mediteranska.

## Turističke atrakcije
Grčka mitologija navodi kako je rodno mjesto božice Here, a jer je ona božica plodnosti, zato je i njezin otok tako plodan. Na otoku se može posjetiti Herin hram. U njegovoj neposrednoj blizini nalazi se i »najstariji tunel na svijetu«, koji je vjerojatno služio kao prečac kroz brdo. Mjesto Pythagorion dobilo je ime po svom najpoznatijem stanovniku, grčkom matematičaru i filozofu Pitagori.
Sam ima dugačke pješčane plaže, na kojima je kupanje moguće kroz veći dio godine zbog povoljnih klimatskih uvjeta.